# 1468
1468. је била проста година.

## Смрти

### Јануар
- 17. јануар — Ђурађ Кастриот Скендербег, албански вођа отпора Османском царству

### Фебруар
- 3. фебруар — Јохан Гутенберг, немачки проналазач. (*1398).